# Philodendron macropodum
Philodendron macropodum är en kallaväxtart som beskrevs av Kurt Krause. Philodendron macropodum ingår i släktet Philodendron och familjen kallaväxter. Inga underarter finns listade.